# Dekanat Stryj
Dekanat Stryj – został utworzony w 1992 roku, obecnie jest jednym z 12 dekanatów katolickich w archidiecezji lwowskiej na Ukrainie.

## Historia
Dekanat powstał po I wojnie światowej.
W 1938 w skład dekanatu stryjskiego wchodziły parafie: Antoniówka, Chromohorb, Daszawa, Demnia, Derżów, Feliciental, Kochawina, Machliniec, Mikołajów, Młyniska, Rozdół, Skole, Sokołów, Stryj, Synowódzko Wyżne, Żulin, Żurawno, Żydaczów.
Obecnie w dekanacie jest 6 zgromadzeń zakonnych i 17 parafii (7 parafii nie posiada kapłana, w opisie dekanatu są to parafie z przynależnością posługi).

## Zgromadzenia zakonne
- Towarzystwo Boskiego Zbawiciela (salwatorianie) – Brzozdowce.
- Siostry Sługi Przenajświętszej Dziewicy Maryi Niepokalanie Poczętej (służebniczki NMP) – Borysław.
- Zakon Szpitalny Świętego Jana Bożego (bonifratrzy) – Drohobycz.
- Zgromadzenie Córek Matki Bożej Bolesnej (serafitki) – Drohobycz.
- Zgromadzenie Sióstr Świętego Józefa Oblubieńca Najświętszej Maryi Panny (józefitki) – Stryj.
- Zgromadzenia Przenajświętszego Odkupiciela (redemptoryści) – Truskawiec.

## Parafie
- Borysław (Борислав) – parafia św. Barbary (kościół dojazdowy).
- Brzozdowce (Берездівці) – parafia Podwyższenia Krzyża Świętego.
- Chodorów (Ходорів) – parafia Wszystkich Świętych.
- Drohobycz (Дрогобич) – parafia św. Bartłomieja
- Medenice (Меденичі) – parafia Świętej Trójcy.
- Mikołajów (Миколаїв) – parafia św. Mikołaja.
- Morszyn (Моршин) – parafia św. Józefa (kościół dojazdowy).
- Nowosielce (Новосільці) – parafia św. Józefa (kościół dojazdowy).
- Rozdół (Старий Розділ) – parafia Matki Bożej z Góry Karmel (kościół dojazdowy).
- Skole (Сколе) – parafia Siedmiu Boleści Najświętszej Maryi Panny.
- Słońsko (Солонське) – par. Przenajświętszego Serca Jezusowego (kościół dojazd.)
- Stryj (Стрий) – parafia Narodzenia Najświętszej Maryi Panny
- Sucha Dolina (Суха Долина) – par. św. Teresy od Dzieciątka Jezus (kościół dojazd.)
- Truskawiec (Трускавець) – parafia Wniebowzięcia Najświętszej Maryi Panny
- Wołoszcza (Волоща) – parafia św. Antoniego (kościół dojazdowy).
- Żurawno (Журавно) – parafia Nawiedzenia Najświętszej Maryi Panny.
- Żydaczów (Жідачів) – parafia Wniebowzięcia Najświętszej Maryi Panny.